# 熊口红二军团部旧址
30°18′16″N 112°46′35″E / 30.30453°N 112.77635°E
熊口红二军团部旧址，位于中华人民共和国湖北省潜江市熊口镇红军街，含红二军团部、红六军旧址。

## 沿革
当地建设熊口镇红军街革命纪念馆，原为胡夫先私人房屋。1930年，贺龙率领红二军团与国军交战，并在此处设置军团部（总指挥贺龙、政治部主任柳克明、参谋长孙德清）。1931年7月和1932年8月，中国工农红军第三军军部也设置于此。1984年，当地政府在旧址考察时，发现建筑有倒塌危险，于是批准经费修复。

## 文物保护情况
2002年11月7日，被湖北省人民政府列为第四批湖北省文物保护单位。
红二军团部旧址的保护范围为：熊口红二军团部旧址及周围一定范围。东面抵陈玉兵宅，南面至李喜宝民宅，西面至红军街街道，北面至周玉英民宅。
红二军团部旧址的建设控制地带为：以保护范围为界向外延伸5～10米，东面抵陈玉兵私宅西墙，南面到李喜宝房屋北墙，西面至胡绪仁房屋临街面，北面至周玉英民宅南墙。
红六军军部旧址的保护范围为：红六军军部旧址及周围一定范围。东面抵红军街街道，南面至陈金仁民宅，西面至黄力秀民宅，北面至巷道。
红六军军部旧址的建设控制地带为：以保护范围为界向外延伸5～10米，东面抵李传银民宅，南面至陈金仁民宅，西面抵黄力秀民宅，北面至周原明民宅。